# 柏斯琴行

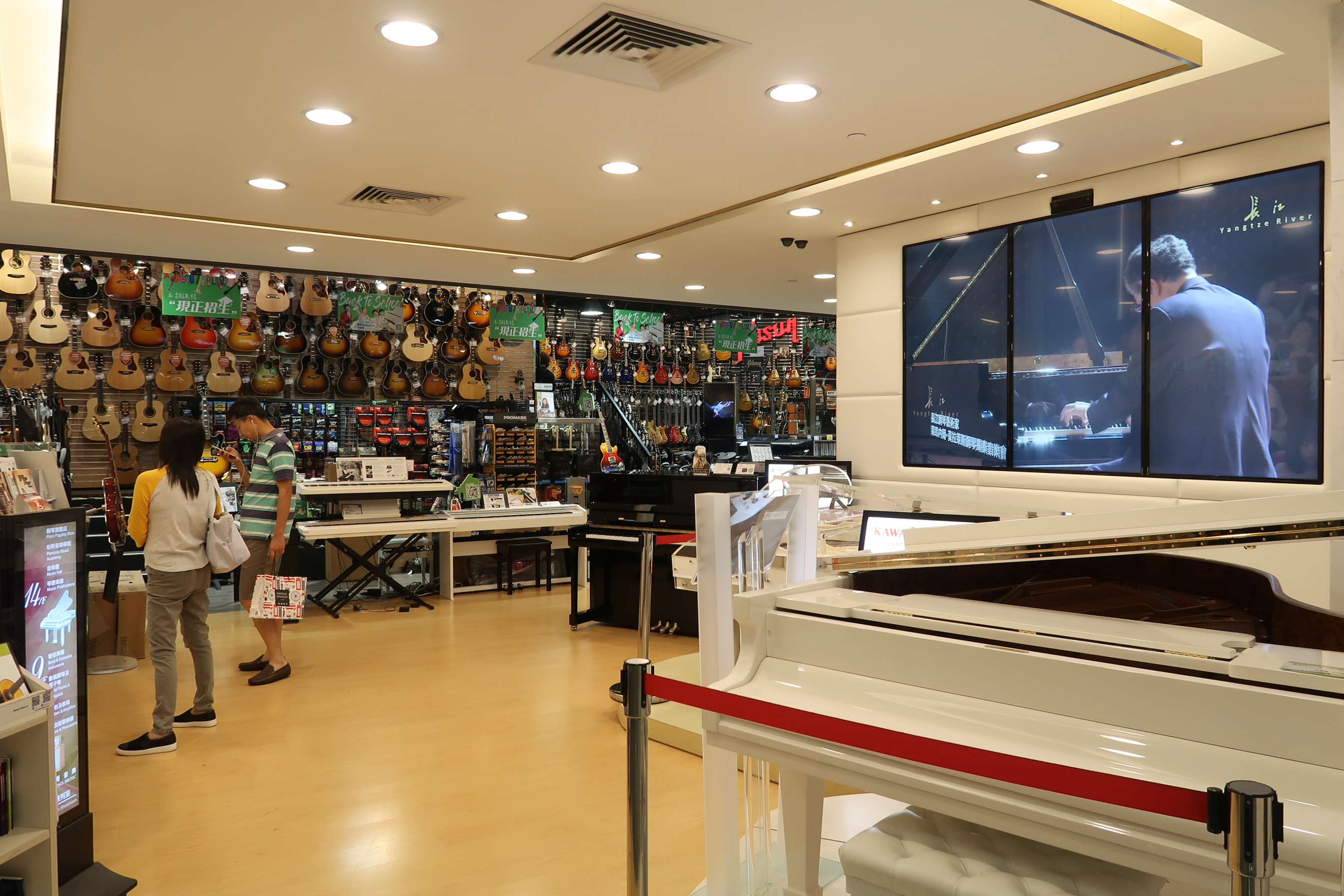
柏斯琴行時代廣場分店

柏斯音樂集團（英語：Parsons Music）於1986年在香港成立，業務包括樂器研發生產、產品批發零售、售後服務及保養及音樂藝術教育。
該集團為現今中國內地及香港最具規模及領導地位的跨國音樂集團，其業務包括樂器研發、生產、產品批發零售、音樂藝術教育。柏斯現時為世界三大鋼琴生產商之一、世界七大中國內地和香港第一樂器零售商，並名列世界樂器行業第十一強。

## 歷史
柏斯音樂集團於1986年在香港成立，至1993年，集團在廣州開設第一間門市。目前，集團在香港的門市共30家，在內地則逾70家，遍佈逾20座城市。

## 柏斯音樂藝術學院
柏斯音樂藝術學院開設由1歲到成年人的中西樂、舞蹈及美術課程，為不同年齡層人士提供入門到專業級的音樂培訓，也代理了日本的Kawai School幼兒律動課程。

## 特色店舖

### 旗艦店
2001年於黃埔花園開設面積17,000平方呎的旗艦店。

### 香港總陳列室
2012年於銅鑼灣時代廣場設當時香港最大的Gibson Wall。

### 選琴中心
2008年在紅磡駿昇中心開設面積10,000平方呎的的鋼琴中心。

### 流行樂器主題店
2012年在尖沙嘴國際廣場開設流行樂器為主的樂器專門店。

## 香港代言人
- Kolor

KOLOR X 柏斯管樂團音樂會2013
2013年5月27日香港柏斯琴行代言樂隊Kolor與柏斯管樂團合作於沙田大會堂演奏廳演出

### 旗下代理產品藝人
- Gibson：怪獸@五月天、陳綺貞、Sammy@Kolor、Robin@Kolor、Tommy Ho、Tommy Chan
- Orange：石頭@五月天
- Markbass：Sing@Kolor、Cmgroovy
- Hughes & Kettner：Robin@Kolor、Pang Liu@sp’ACE
- Warwick：Sing@Kolor
- Cole Clark：Jacky Lau
- Ayers：糖兄
- Lakewood：羅翔
- Roland：冠佑@五月天
- Sabian：子通@鐵樹蘭、Rap@Blaster
- Meinl：Sann@逆流、Wilfred Ho@Qollision

## 香港、澳門代理品牌
- CASIO
- GIBSON
- EPIPHONE
- WASHBURN
- WARWICK
- FRAMUS
- RICKENBACKER
- PARKER
- FERNANDES
- Cole Clark
- Ayers
- K.YAIRI
- Lakewood
- MERIDA
- MANUEL RODRIGEZ
- WST/ Flazh
- ORANGE
- HUGHES & KETTNER
- MARKBASS
- DVMARK
- FISHMAN
- LINE6
- ROLAND
- LUDWIG
- Meinl
- SABIAN
- RANDALL
- TOYAMA
- OSCAR SCHMIDT
- LEHO
- Spongebob
- TAYE
- D'ADDARIO
- PLANET WAVES
- Promark
- Evans
- CLEARTONE
- DR STRING
- D&A
- Elixir STRING
- Ernie Ball
- GHS STRINGS
- LR baggs
- Monster Cable
- Red Witch
- MOOER
- SHURE
- SENNHEISER
- K&M
- LINE6
- Source Audio
- T Rex
- Rocktron
- WINCENT
- VATER
- REGALTIP

## 主要競爭對手
通利琴行

## 軼事
2015年4月，柏斯琴行公司網站被自稱為伊斯蘭國支持者的黑客入侵，內容遭到竄改。職員其後在尖沙咀警署報案，警察將案件暫時列為「有犯罪或不誠實意圖而使用電腦」，由網絡安全及科技罪案科跟進調查。